# Obsessive Compulsive Cleaners
Obsessive Compulsive Cleaners ist eine britische Fernsehserie, die auf Channel 4 in Großbritannien ausgestrahlt wird. Die Sendung wird von John Thomson präsentiert. Sie handelt von Menschen mit Zwangsstörung. Die erste Folge wurde am 13. Februar 2013 ausgestrahlt. Aktuell gibt es sieben Staffeln mit 45 Folgen.

## Das Konzept
In „Obsessive Compulsive Cleaners“ treffen Personen mit oder ohne diagnostizierter, selten schon überwundener Zwangsstörung (Reinigungs- und Ordnungszwang), vornehmlich auf Personen mit dem Messie-Syndrom, um deren  stark verschmutzten und heruntergekommenen Häuser in Ordnung zu bringen. Die an Zwangsstörung Leidenden wollen einerseits den Hausbewohnern helfen und andererseits die eigene Störung kontern, um die täglich mehrstündige Putzroutine auf ein sozialverträgliches Maß zu reduzieren.
Zusätzlich sind noch weitere, zum Teil sehr umfangreiche Reinigungsprojekte und vergleichbare andere den Ekel ansprechende Herausforderungen in die Serie eingebaut, z. B. das Betreten einer sehr reinigungsbedürftigen mobilen Toilettenkabine oder das Reinigen von alten gebrauchten Matratzen. Regelmäßig werden mit einem Messgerät, welches den Keimgehalt auf Oberflächen feststellen kann, bestehende Verschmutzungen an verschiedenen Orten aufgezeigt. Ob eine Reinigungsaktion erfolgreich war, wird mit dem Gerät auch überprüft.

## Kritik
Die britische Hilfsorganisation „OCD Action“ sagt, dass viele Leute die Hilfsorganisation wegen der Sendung kontaktiert haben, weil sie verärgert und frustriert darüber sind, wie die Sendung das Messie-Syndrom darstellt.

## Sonderstaffel
Eine Sonderstaffel namens „Obsessive Compulsive Country House Cleaners“ wurde 2015–2016 ausgestrahlt und zeigte verschiedene denkmalgeschützte Orte wie Forcett Hall, Tarbert House, Top-y-Fron Hall und Plas Teg.

## Internationale Ableger
Die Sendung wird in Spanien ausgestrahlt, und zwar unter dem Namen Tú ensucia que yo limpio. In Ungarn heißt sie Kényszeres takarítók. In Deutschland basiert Extrem sauber – Putzteufel im Messie-Chaos von RTL II auf Obsessive Compulsive Cleaners.